# 천보 (북제)
천보(天保, 550년 5월 ~ 559년)는 북제(北齊) 문선제(文宣帝) 고양(高洋)의 연호이다. 9년 8개월 동안 사용하였다. 559년 10월에 문선제의 뒤를 이어 즉위한 폐제(廢帝) 고은(高殷)이 남은 3개월 동안 이어서 사용하였으며 560년에 개원하였다.

## 개원
- 동위(東魏) 무정(武定) 8년 5월 10일[1](550년 6월 9일)에 북제 건국 후, 연호를 천보(天保)로 건원함.[2][3][4][5]

- 천보(天保) 11년 1월 1일[6](560년 2월 12일)에 연호를 건명(乾明)으로 개원함.[7][3][8][5]

## 연대 대조표
| 천보        | 원년                           | 2년                                           | 3년                            | 4년        | 5년                 | 6년                                 | 7년                 | 8년                                  | 9년        | 10년            |
| 서기        | 550년                          | 551년                                         | 552년                          | 553년      | 554년               | 555년                               | 556년               | 557년                                | 558년      | 559년           |
| 간지        | 경오(庚午)                     | 신미(辛未)                                    | 임신(壬申)                     | 계유(癸酉) | 갑술(甲戌)          | 을해(乙亥)                          | 병자(丙子)          | 정축(丁丑)                           | 무인(戊寅) | 기묘(己卯)      |
| 서위 (西魏) | 대통(大統) 16년                | 17년                                          | 폐제(廢帝) 원년                | 2년        | 3년 공제(恭帝) 원년 | 2년                                 | 3년                 | (4년)                                | -          | -               |
| 북주 (北周) | -                              | -                                             | -                              | -          | -                   | -                                   | -                   | 효민제 (孝閔帝) 원년 명제(明帝) 원년 | 2년        | 무성(武成) 원년 |
| 양 (梁)     | 태청(太淸) 4년 대보(大寶) 원년 | 태청(太淸) 5년 대보(大寶) 2년 천정(天正) 원년 | 태청(太淸) 6년 승성(承聖) 원년 | 2년        | 3년                 | 4년 천성(天成) 원년 소태(紹泰) 원년 | 2년 태평(太平) 원년 | 2년                                  | -          | -               |
| 남진 (南陳) | -                              | -                                             | -                              | -          | -                   | -                                   | -                   | 영정(永定) 원년                      | 2년        | 3년             |
| 후량 (後梁) | -                              | -                                             | -                              | -          | -                   | 대정(大定) 원년                     | 2년                 | 3년                                  | 4년        | 5년             |

## 동시대 연호

### 한국
신라(新羅)
- 건원(建元) (536년 ~ 551년)
- 개국(開國) (551년 ~ 568년)

### 중국
양(梁)
- 대보(大寶) (550년 ~ 551년)
- 천정(天正) (551년)
- 승성(承聖) (552년 ~ 555년)
- 천성(天成) (555년)
- 소태(紹泰) (555년 ~ 556년)
- 태평(太平) (556년 ~ 557년)

남진(南陳)
- 영정(永定) (557년 ~ 559년)

서위(西魏)
- 대통(大統) (535년 ~ 551년)

북주(北周)
- 무성(武成) (559년 ~ 560년)

후량(後梁)
- 대정(大定) (555년 ~ 562년)

고창국(高昌國)
- 영평(永平) (549년 ~ 550년)
- 화평(和平) (551년 ~ 554년)
- 건창(建昌) (555년 ~ 560년)

기타 정권
- 소기(蕭紀) 천정(天正) (552년 ~ 553년)
- 소장(蕭莊) 천계(天啓) (558년 ~ 560년)

## 같이 보기
- 다른 왕조의 같은 연호
  - 후량(後梁) 천보(天保, 562년 ~ 585년)
  - 일본(日本) 덴포(天保, 1830년 ~ 1844년)

- 중국의 연호 목록